# أدب النصيحة الإسلامية
أدب النصيحة الإسلامية أو أدبيات المشورة الإسلامية هي مجموعات من القصص أو الحكايات مثل الرأي القانوني، أو تفسير النص الديني، أو النظرية القانونية ، أو النصيحة التوجيهية، أو الاستشارة، أو القصص الإسلامية.
عادةً ما تُطبع أدبيات النصيحة الإسلامية على منشورات صغيرة وغالبًا ما تتضمن نصائح من الأفراد أو السلطات. وعلى النقيض من الفتاوى والتفسير والفقه ، فإن النصيحة وأدب النصائح يمكن أن يأتي من مصادر علمانية، ولا يشترط أن يكتبها العلماء (علماء المسلمين). وعلى النقيض من الفقه والتفسير والفتوى أو النصيحة المبنية عليها، فإن النصيحة قد تتجاوز نطاق النصوص الدينية وقد تلجأ إلى دعم أحاديث أو أحكام دينية لا يمكن قبولها بسهولة من أجل تقديم حجج معيارية. وقد اعتمدت على المعلومات التقليدية والمتجددة ذاتيًّا حول المواضيع الاجتماعية أو السلطوية أو الدينية.
وفقا لجودرون كرامر، فإن الأفراد في المجتمعات الإسلامية قد يحثون على المشورة الدينية والأخلاقية، وقد يكون الأفراد متحمسين لتقديم نصائحهم حول مواضيع بعيدة المدى. قد تكون هذه المواضيع عادية، على سبيل المثال، ما إذا كان من المقبول ارتداء الشعر المستعار وفقًا لقواعد مجتمعهم أم لا. ومن ثم، وفقًا لمرضية بشيربور، فإن السلوك الاجتماعي للمسلمين يتأثر بشدة بأدب النصيحة.

## وسائل تقديم المشورة
وتشمل وسائل تقديم المشورة الإسلامية التقنيات التقليدية والحديثة. ففي مصر، أنشأت جامعة الأزهر أكشاكًا للفتاوى في محطات المترو، كما قدمت خدمة الاستشارات الهاتفية المسماة اتصل بالشيخ. وفقًا لبحث أجراه جاكوب جول وميلو كومرفورد، فإن المسلمين من الجيل ز عبر الإنترنت مهتمون بتلقي نصائح حياتية حول أشياء مثل ما إذا كانت بعض السلوكيات مسموح بها في الإسلام أم لا، وكيف يمكن تشكيل العلاقة بين القضايا اليومية والتعاليم الإسلامية.

## في الخلافة
لقد اعتمدت حكومات الخلافة بشكل كبير على الموظفين المدنيين غير العرب وغير المسلمين، وخاصة في العصر الأموي وأوائل العصر العباسي. بدأ الوضع يتغير في القرن الثامن عندما بدأ المسلمون في التنافس على الفوائد الاجتماعية والاقتصادية باستخدام النفوذ الديني. بحلول القرن التاسع، بدأ بعض الفقهاء في معارضة توظيف غير المسلمين دون تأثير، ولكن التحول الرسمي الرئيسي بدأ في القرن الثاني عشر، عندما دعت أدبيات المشورة المستقلة إلى فصل المسؤولين المدنيين غير المسلمين.
تنظر جينيفر أ. لندن إلى الأهمية العلمية وعروض الحكايات الخرافية في العصور الوسطى كجزء من أدب النصائح الذي تحدث عن الأفكار السياسية من خلال الشخصيات المستخدمة في تلك الأدبيات كمرآة للأمراء.
وفقًا لسامي حلاوة، فإن الحكايات النبوية عن يوسف وداود وسليمان والتي أطلق عليها عالم الإسلام الفارسي في القرن التاسع الطبري وعالم القرن الحادي عشر الثعلبي اسم قصص الأنبياء كانت بمثابة أدبيات نصيحة للحكام المسلمين في العصور الوسطى.
تظهر مخطوطة عربية مجهولة المصدر تعود إلى القرن العاشر الميلادي تقدم النصائح للحكام باستخدام قوافي ذات دلالة دينية. في بعض الأحيان، تتجاوز النصيحة الجانب الديني وتقترح سياسات إدارية.
كتب الكاتب القراخاني يوسف بالاساغوني أدب النصائح الإسلامية في كتاب كوتادجو بيليج (حكمة السعادة)، وهو العمل الوحيد المعروف المكتوب باللغة التركية من العصر القراخاني.
يقول إبراهيم موسى ونيكولاس روبرتس، في تعبيرات التهدئة السياسية في التاريخ الإسلامي في كتاب التهدئة السياسية في الإسلام: الممارسة والفكر السني والشيعي (سعود السرحان، محرر)، إنه في العصور الوسطى، وعلى الرغم من خلفية قوة الإمبراطوريات الإسلامية التي أصبحت فيها التهدئة السياسية فضيلة للمواطنين المثاليين، فإن نوع أدب النصيحة والنصيحة بدأ يزدهر. وفقًا لموسى وروبرتس، كان هدف أدبيات النصيحة في تلك الأوقات هو المساعدة في الحفاظ على السلطة السياسية كجزء من النشاط الهادئ البراجماتي. ويضيف السرحان أن كتاب سياسة نامه لنظام الملك ، وكتاب نصيحة الملوك للغزالي ، وكتاب السياسة الشرعية لابن تيمية، على الرغم من أنها تجسد النشاط السياسي من ناحية، إلا أنها استسلمت بشدة للاستبداد المبرر إلهيًّا للخلفاء من ناحية أخرى. كانت استراتيجية أدبيات النصيحة تعبيرًا دقيقًا عن النشاط السياسي الداعي إلى الحكم العادل والسليم ضمن أركان الإملاءات الدينية، مع الاستمرار في الطاعة البراجماتية للسلطة في السلطة. لكن الكثير من أدبيات النصائح يتجاوز الدين، فعلى سبيل المثال، ينسب الماوردي، المنظر السياسي في القرن الحادي عشر، إلى الأفوة الأودي قولًا من القرن السادس قبل الإسلام: «لا خير في قومٍ بلا قائد إذا عمت الفوضى، ولن يُكتب لهم قائدٌ ما دام الجهلاء فيهم هم السادة»

. يقول موسى وروبرتس إن النصف الأول من الاقتباس يتوافق مع مفهوم السكون السياسي كما يصفه علماء العصر، بينما يتوافق النصف الثاني مع توقعات المواطن المسلم المطيع المتدين بحكم عادل متوافق مع الشريعة.
وباستخدام مثال اختفاء الزرادشتية من الأدب الفارسي بعد القرن الثامن، يقول علي بيرزاده إن الأدب الإسلامي وأدب المشورة الإسلامية يمحوان معظم آثار الثقافة والتراث المحلي من خلال إعطاء أهمية حصرية للروايات العربية. ويؤكد أن الإمبراطوريات الإيرانية شجعت على كتابة أدبيات النصيحة لإخفاء عدم كفاءتها الناجمة عن الخلافة الوراثية، وللحفاظ على المصالح الخاصة.

### الإسلام الاجتماعي
وفي القرون المبكرة والوسطى، لعبت الأدبيات الصوفية، بما في ذلك أدب النصائح، دورًا كبيرًا في نشر القيم الإسلامية الصوفية بين الجماهير المسلمة. ففي الأدب التركي الكلاسيكي المبكر، هناك عدة أمثلة على هذا، منهم يونس أمره (محتمل) في الرسالة النوشيه (Risâletü'n-Nushiyye) وفريد الدين العطار في كتاب بندا نامه، والسعدي في كتاب بستان وكلستان، ومولانا في كتاب منسفي. كما لعب أحمد فقيه (794-798) دورًا كبيرًا بين الثقافة الإسلامية التركية والأدب التركي.[بحاجة لمصدر] وفقًا لأغنيس نيلوفر كفيلي، كانت الحدود بين الإسلام الرفيع والشعبي غير واضحة في كثير من الأحيان؛ نظرًا لأن اللغة العربية لم تكن متاحة بسهولة لعامة الناس، فقد كانت الحكايات الشعبية طريقةً شائعة للتعليم الإسلامي والتي تضمنت كتبًا صوفية.

### النشاط
ويعتبر ظهور أدب النصيحة شكلًا هادئًا من أشكال النشاط عند علماء مثل الغزالي وابن تيمية، حيث يُسلمون بطاعة السلطان (ولي الأمر) مهما فعل.

## الجنس (الجندر)
أثر كتاب أشرف علي بهشتي زيور الذي نُشر عام 1905 على استمرار الهيكلة الإسلامية في جنوب آسيا. تفترض مرضية بشيربور أن التركيز في أدب النصائح الأردية على الأدب المهذب في التفاعل أدى إلى تشكيل التمايز الطبقي بين المتعلمين وغير المتعلمين، وبالتالي إضفاء الشرعية على التمييز تجاه الطبقات الدنيا. في أواخر القرن التاسع عشر وأوائل القرن العشرين، عمل الإصلاحيون على تعزيز تعليم المرأة، ولكن أدبياتهم الإرشادية ركزت على أهمية التريبة والأم في الثقافة الإسلامية.

## العصر الحديث
وفقًا لبحث أجراه جاكوب جول وميلو كومرفورد، فإن الهدف الرئيس للمحتوى عبر وسائل الإعلام الحديثة عبر الإنترنت هو تقديم نصائح حياتية موجزة ومباشرة للمسلمين، ويحاول بعض الدعاة دمج مثل هذه النصائح في رواياتهم الأكبر. وفي بحثهم عن التفسير الأصيل للنصوص الإسلامية، يبحث الأتباع في نهاية المطاف عن التوجيه الشامل والاستفسارات السياسية والروحية، فضلًا عن الشعور بالانتماء. ومن الجدير بالذكر أن الرغبة في الحصول على إجابات لا لبس فيها تمتد إلى جوانب تبدو عادية من الحياة اليومية أيضًا، على سبيل المثال المشاركة في أنشطة ترفيهية معينة مثل لعب الألعاب، وقطف الحاجبين. يقول جول وكوميرفورد (2021) أنه في حين أن معظم أدبيات نصائح الحياة العادية عادية، إلا أن جزءًا كبيرًا منها قد يتحول فجأة إلى خطاب كراهية. إن الوقت القصير الذي يستغرقه بعض الدعاة وخاصة من السلفية السنية، للتحول من المواضيع البسيطة إلى العنف الجماعي ونهاية الزمان يشير إلى أن الدعاة يسعون إلى تقديم التجاوزات الصغيرة ضد نصائحهم الدينية كمقدمة لانتهاكات أكثر خطورة.

## الفهرس
- ساركار نيلانجان (2006)، “صوت محمود”: البطل في فتاوى ضياء براني الجهنداري
- Azam، Hina (10 يوليو 2011). "The Hijab at Cross-Purposes: Conflicting Models of the Erotic in Popular Islamic Advice Literature". Comparative Islamic Studies. ج. 5 ع. 1: 131–176. DOI:10.1558/cis.v5i1.131.
- Haque، Zeyaul (يوليو 2022). "Advice Literature in the Time of Akbar: A Sixteenth-Century mathnawī as a book of advice for the Emperor of Mughal India". Journal of the Royal Asiatic Society. ج. 32 ع. 3: 535–556. DOI:10.1017/S1356186321000614. S2CID:237669987.

## طالع أيضًا
- عمود النصائح[الإنجليزية]
- تأويلات النسوية في الإسلام
- هداية
- الأدب الإسلامي
- الفلسفة الإسلامية
- الدراسات الإسلامية
- انتشار الإسلام
- الخطبة
- الخرافات في المجتمعات الإسلامية

## قراءة إضافية
- مرايا المسلمين في العصور الوسطى للأمراء: مختارات من النصائح السياسية العربية والفارسية والتركية. ن.ب، مطبعة جامعة كامبريدج.(ردمك 978-1-108-60616-5)رقم ISBN 978-1-108-60616-5
- بيكوك، ACS "الفصل الثالث: اللغة العربية في آتشيه ومناظرات الوجودي". الثقافة الأدبية العربية في جنوب شرق آسيا في القرنين السابع عشر والثامن عشر . ليدن، هولندا: بريل، 2024. https://doi.org/10.1163/9789004548794_004 الويب.
- بوكاتشيني، إنريكو. "23 تعليم الرفقة الملكية: نصائح حول رفاق الحاكم في المرايا للأمراء". المعلمون والطلاب . ليدن، هولندا: بريل، 2024. https://doi.org/10.1163/9789004682504_032 الويب.